# Безплатний громадський транспорт
Безплатний громадський транспорт — це система перевезення пасажирів без плати за проїзд. Кошти на експлуатацію й обслуговування транспортних засобів та роботу персоналу платить з бюджету держава, місцева влада або великі компанії.
При використанні безплатного громадського транспорту знижуються витрати на продаж і виготовлення квитків та проїзних. Відсутня необхідність контролю проїзду в транспорті пасажирів, що дозволяє відмовитися від використання турнікетів у метро або в наземних засобах транспорту, а також від роботи контролерів.
У великих містах підвищується привабливість користування таким транспортом місцевими мешканцями та туристами, що може призводити до зменшення використання особистого автотранспорту, а відповідно й меншого навантаження на інфраструктуру та екологію, зниження ймовірності виникнення дорожніх заторів.
Експерименти з запровадження безплатного громадського транспорту почалися в 1960-х роках у США. Кількість міст у світі, де використовується безплатний громадський транспорт поступово зростає, з 2013 року він частково діє у Талліні.